# Teatro Filippo Marchetti
Il Teatro Filippo Marchetti è un teatro di Camerino in Provincia di Macerata nelle Marche.

## Storia
Il Teatro Comunale di Camerino venne inaugurato nel 1856, fu realizzato per sostituire una precedente struttura (il Teatro la Fenice), eretta nel 1728 interamente in legno e andata distrutta da un incendio qualcheanno dopo.
Viene progettato nel 1845 da Vincenzo Ghinelli, un importante architetto teatrale che ha lavorato molto in regione come progettista dei teatri Teatro Rossini di Pesaro, il Teatro Sanzio di Urbino, quelli di Senigallia e Fabriano.
Riaperto nel 1990, ha una capienza di 520 posti.